# Mwanza
Mwanza város Tanzánia északnyugati részén, a Viktória-tó déli partján. 
Az ország második legnagyobb városa, lakossága 706 ezer fő volt 2012-ben.
Gazdasági életében a halászat és a textilipar emelkedik ki.
A várostól 10 km-re ÉK-re nemzetközi forgalmú repülőtér működik.

## Fordítás
- Ez a szócikk részben vagy egészben  a   Mwanza című német Wikipédia-szócikk fordításán alapul.  Az eredeti cikk szerkesztőit annak laptörténete sorolja fel. Ez a jelzés csupán a megfogalmazás eredetét és a szerzői jogokat jelzi, nem szolgál a cikkben szereplő információk forrásmegjelöléseként.